# Maxwell's Silver Hammer
Pistes de Abbey Road
Something Oh! Darling
Maxwell's Silver Hammer est une chanson des Beatles, écrite par Paul McCartney, mais créditée Lennon/McCartney, comme pour toutes les chansons du groupe composées par John Lennon et Paul McCartney, en collaboration ou non. Elle figure sur Abbey Road, le dernier album enregistré par le groupe (bien que sorti avant Let It Be), paru le 26 septembre 1969 en Grande-Bretagne et le 1er octobre aux États-Unis.

## Genèse et enregistrement
Maxwell's Silver Hammer est écrite à l'origine par Paul pour l'album blanc et répétée pendant les sessions pour le projet Get Back aux studios de Twickenham en janvier 1969. Elle est enregistrée aux studios Abbey Road le 9 juillet 1969, où les Beatles passent la journée à travailler sur la piste de base. Pour préserver l'ambiance, Paul chante sur toutes les prises, en pensant ré-enregistrer les parties vocales lorsqu'ils auraient la meilleure piste de base (qui sera finalement la prise 21). Des overdubs sont ajoutés les 10 et 11 juillet, puis le 6 août.
John Lennon a souvent raconté que les Beatles avaient passé trois jours rien que sur les overdubs parce que McCartney pensait que la chanson pourrait sortir en single. Il raconte : « Il a vraiment fait tout ce qu'il a pu pour en faire un 45 tours, mais ça n'a pas marché. Ça n'aurait jamais marché ». Lennon a d'ailleurs catégoriquement refusé de participer à l'enregistrement de cette chanson.

### Interprètes
- Paul McCartney – chant, guitare électrique, piano, synthétiseur Moog
- George Harrison – guitare électrique et acoustique, basse, chœurs
- Ringo Starr – batterie, enclume, chœurs
- George Martin – orgue Hammond

### Équipe technique
- George Martin – producteur
- Tony Clark – ingénieur du son
- John Kurlander – ingénieur du son
- Phil McDonald – ingénieur du son

## Paroles et musique

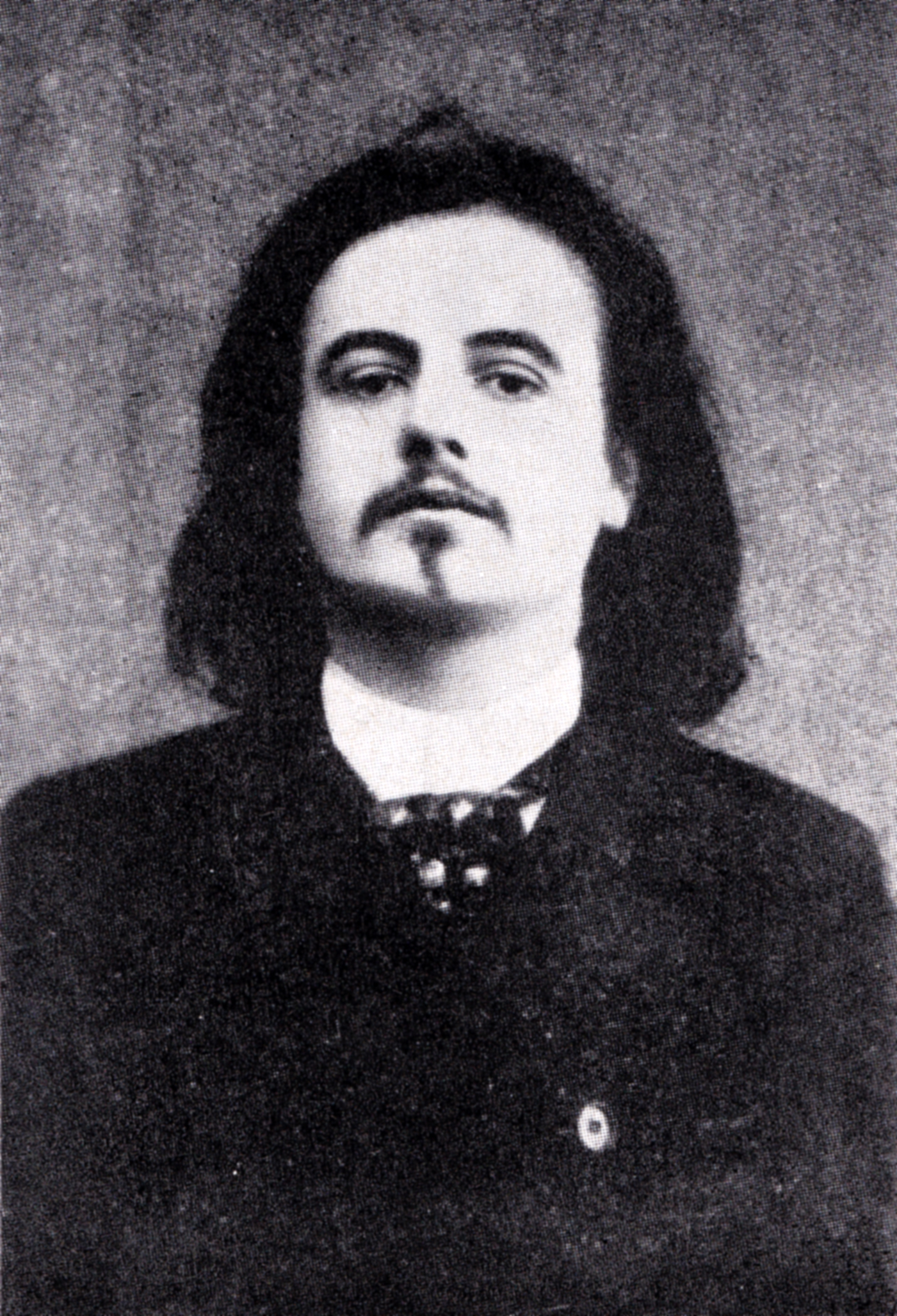
Alfred Jarry en 1896.

Maxwell's Silver Hammer est une chanson construite sur des rimes fortes, et dans laquelle un étudiant en médecine, Maxwell Edison, utilise son marteau d'argent pour tuer tout d'abord sa petite amie, puis un professeur et finalement un juge. Elle décrit une fille, Joan, qui étudie la science pataphysique, branche imaginaire de la métaphysique inventée par Alfred Jarry, auteur d'Ubu roi et pionnier du théâtre de l'absurde ; d'après Philip Norman, biographe de Paul McCartney, il s'agit d'« une expression que Paul avait mémorisée au temps où il traînait avec des intellectuels de l'underground à la Indica Gallery (en) (Londres) »,.
Un ancien employé d'Apple Corps, Tony King, a témoigné : « John m'a un jour expliqué que Maxwell's Silver Hammer parlait des lois du karma. Je lui ai demandé s'il croyait en cette théorie. Il m'a répondu que oui, et a ajouté que la première chanson qu'ils aient faite à ce sujet était Maxwell's Silver Hammer. Il m'a expliqué que l'idée développée dans cette chanson était que, à la seconde où tu fais quelque chose qui n'est pas bien, le marteau d'argent de Maxwell s'abat sur ta tête ». Paul déclara à l'époque : « Cette chanson incarne les aléas de la vie. Dès que tout va bien, bang, bang, le marteau d'argent de Maxwell s'abat et réduit tout à néant ».
La chanson démarre avec le piano, la batterie et la basse qui donnent la rythmique pendant que McCartney chante le premier couplet. Puis le premier refrain est joué avec Ringo Starr et George Harrison qui font les chœurs et une enclume frappée par Mal Evans lorsqu'ils chantent « bang! bang! Maxwell's silver hammer... » : dans le film Let It Be, où l'on voit les Beatles répéter la chanson en janvier 1969, c'est lui qui frappe l'enclume. Mais comme Evans est en vacances en juillet suivant, c'est fort probablement Ringo qui fait cette percussion en overdub. La structure couplet-refrain reprend, suivi d'un solo de guitare joué par George Harrison. La structure couplet-refrain revient à nouveau et la chanson se termine avec un solo de synthétiseur Moog.